# Betsy DeVos
Elizabeth Dee "Betsy" DeVos, nata Prince (Holland, 8 gennaio 1958), è una politica e attivista statunitense, segretario dell'istruzione nell'amministrazione Trump dal 2017 al 2021.

## Biografia

### Inizi e carriera politica
DeVos è nata a Holland, nel Michigan, figlia di Elsa Zwiep ed Edgar Prince, un industriale miliardario, entrambi di origini olandesi. Fin da bambina ricevette un'educazione improntata alla religione, per la quale frequentò diverse chiese di alcune città, tra cui Grand Rapids. Inoltre, secondo quanto dichiarato da alcune persone con le quali ha lavorato, la stessa DeVos sarebbe stata influenzata dalle idee del teologo olandese Abraham Kuyper, una figura fondamentale del cristianesimo riformato dei Paesi Bassi, oppositore del modernismo teologico e strenuo sostenitore di una visione della società chiamata pillarizzazione, che prevede la separazione e la segmentazione della società e delle istituzioni, della scuola e dell'università, in base alle rispettive comunità religiose di appartenenza. Questa visione impronta avrebbe ispirato il suo attivismo politico-religioso.
Sposata con Dick DeVos, uno degli eredi di Richard DeVos, l'88° uomo più ricco degli Stati Uniti con una fortuna di 5,4 miliardi di dollari, sono una coppia miliardaria.
Nel 1982 si iscrive al Partito Repubblicano e opera nel suo Stato come delegato locale e come presidente del partito statale dal 1996 al 2000. Alle primarie repubblicane del 2016 ha espresso il proprio appoggio a Jeb Bush, prima che quest'ultimo si ritirasse, per poi sostenere il senatore della Florida Marco Rubio: in quella contesa, ha descritto in termini non lusinghieri il magnate Donald Trump, in quel periodo in vantaggio nei sondaggi, definendolo un intruso incapace di rappresentare i Repubblicani. Nonostante queste posizioni, il 23 novembre 2016, dopo la vittoria di Trump alle elezioni presidenziali, venne designata da quest'ultimo alla carica di segretario all'istruzione, incarico che ha accettato dichiarandosi onorata della scelta. Ha assunto tale carica il 7 febbraio 2017.
Il 7 gennaio 2021, DeVos ha rassegnato le sue dimissioni da segretario all'istruzione in seguito all'assalto al Campidoglio degli Stati Uniti nel 2021, dicendo al presidente Trump nella sua lettera di dimissioni: "Non c'è dubbio sull'impatto che la tua retorica ha avuto sulla situazione". Le sue dimissioni sono entrate in vigore l'8 gennaio 2021, dodici giorni prima della scadenza del suo mandato. 

### Attivismo in favore dell'istruzione religiosa e della scuola privata
Da un punto di vista personale e politico, è un'attiva sostenitrice della necessità di un'educazione religiosa legata alla sua visione della pillarizzazione della società. Negli anni '90 ha fatto attività di pressione politica, nel Michigan, in favore di una legge per la creazione di charter school.
Nel 2000 ha sostenuto un emendamento della costituzione del Michigan per permettere il finanziamento, con fondi pubblici, delle scuole private e religiose, attraverso un sistema di "buoni scuola". La famiglia DeVos ha investito 6 milioni di dollari per attività di lobbying in favore dell'emendamento costituzionale, che è stato dapprima approvato per via legislativa e poi bocciato dal referendum. 
Nel 2001 si è espressa definendo il suo attivismo in questo campo, e gli sforzi di riforma, come dei mezzi per far progredire il "Regno di Dio". In un'intervista concessa in quello stesso anno ha anche sostenuto che "cambiare il modo in cui ci accostiamo [...] al sistema di istruzione nel paese [...] può davvero procurare maggiori vantaggi al Regno di Dio nel lungo periodo".

## Vita privata
È sposata dal 1980 con Dick DeVos, anch'egli politico, da cui ha avuto quattro figli. La famiglia DeVos è considerata una delle più ricche di tutto lo Stato del Michigan.